# 이서윤 (작가)
이서윤은 대한민국의 텔레비전 드라마 작가이다. 

## 드라마
- 2003년 MBC 수목 미니시리즈 《나는 달린다》 ... 공동집필
- 2007년 MBC 주말 미니시리즈 《에어시티》 ... 공동집필
- 2009년 SBS 대기획 《태양을 삼켜라》 ... 공동집필
- 2013년 MBC 월화 특별 기획 《불의 여신 정이》 ... 공동집필
- 2020년 MBC 월화 미니시리즈 《365: 운명을 거스르는 1년》 ... 공동집필
- 2025년 MBC 금토 드라마 《모텔 캘리포니아》 ... 집필